# Badister ferrugineus
Badister ferrugineus är en skalbaggsart som beskrevs av Pierre François Marie Auguste Dejean. Badister ferrugineus ingår i släktet Badister och familjen jordlöpare. Inga underarter finns listade i Catalogue of Life.